# Pelagia Jankowiak-Ziętek
Pelagia Jankowiak-Ziętek (ur. 6 stycznia 1888, zm. w 1985) – uczestniczka strajku dzieci wrzesińskich.

## Życiorys
Jej rodzicami byli Walenty i Agnieszka. W latach 1895–1902 uczęszczała do Katolickiej Szkoły Ludowej we Wrześni. Będąc uczennicą klasy I i II uczestniczyła w strajku dzieci wrzesińskich. W związku z udziałem w strajku wydłużono jej obowiązek szkolny o pół roku. W 1912 wyszła za mąż za mistrza kowalskiego Ziętka z Gniezna. Pracowała w handlu.
Jako ostatnia z żyjących uczestników strajku dzieci wrzesińskich brała udział w odsłonięciu w maju 1981 tablicy pamiątkowej ku czci księdza Jana Laskowskiego na ścianie budynku historycznej szkoły. Ostatnie lata spędziła u córki w Żninie. Zmarła w 1985 i została pochowana na cmentarzu w Gnieźnie.

## Odznaczenia
Za udział w strajku dzieci wrzesińskich została odznaczona w 1977 Krzyżem Kawalerskim Orderu Odrodzenia Polski.